# 역애
《역애》(逆爱)는 2025년 방송되었던 중국의 웹드라마이다.

## 등장 인물
- 쯔위 (梓渝) - 우쒀웨이 (吴所畏) 역
- 톈쉬닝 (田栩宁) - 츠청 (池骋) 역
- 잔쉬안 (展轩) - 궈청위 (郭城宇) 역
- 류쉬안청 (刘轩丞) - 장샤오솨이 (姜小帅) 역